# 海因里希·羅伊斯·馮·普勞恩
海因里希·羅伊斯·馮·普勞恩（Heinrich Reuß von Plauen，卒於1470年）是第32任條頓騎士團大團長，出身自羅伊斯家族，與第27任大團長海因里希·馮·普勞恩是遠房堂親。羅伊斯·馮·普勞恩年輕時就加入條頓騎士團並在路德維希·馮·埃利希斯豪森之下擔任軍官，1467年他取代去世的埃利希斯豪森成為大團長。1470年，他前往波蘭朝見國王卡齊米日四世，在返途中於莫龍格去世。

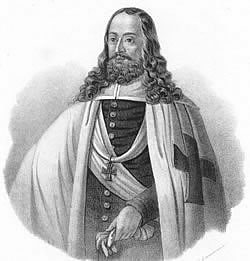
海因里希·羅伊斯·馮·普勞恩